# Colors!
Colors! is een digitaal tekenprogramma voor de Nintendo DS, Nintendo 3DS, PlayStation Vita, iOS, Android, Windows 8 en Nintendo Switch. Het was oorspronkelijk gemaakt als homebrew voor de Nintendo DS. Het project is uiteindelijk uitgegroeid tot een officieel gelicenseerde applicatie voor de Nintendo 3DS, beschikbaar via de Nintendo eShop, bekend als Colors! 3D. 

## Geschiedenis
Colors! was uitgebracht in juni 2007, voor de Nintendo DS. Jens Anderson, programmeur en ontwerper, experimenteerde met de mogelijkheden van het destijds nieuwe console. Kort hierna maakte Rafał Piasek een online-galerij, waar mensen met het programma tekeningen kunnen uploaden.
Colors! werd al snel een van de bekendste homebrew applicaties voor de Nintendo DS, en in September 2008 werd een versie voor de iPhone en de iPod Touch uitgebracht.
Eind 2010 werd de ontwikkeling van de Nintendo DS-versie van Colors! gestopt, hoewel men nog steeds via de DS-versie tekeningen kan uploaden. Er werd aangekondigd dat er aan het eind van 2011 een versie voor de Nintendo 3DS uit zou komen, maar dat werd uiteindelijk uitgesteld tot 5 april 2012.